# Petr Prouza
Petr Prouza (* 15. července 1944, Trutnov) je český spisovatel a novinář.

## Život
Maturoval v roce 1960 a poté vystudoval práva (doktorát 1967). Do roku 1968 se věnoval právu, poté se stal postupně redaktorem několika časopisů, přičemž mezi jednotlivými redaktorskými zaměstnáními byl spisovatelem z povolání. V letech 1970–1977 byl redaktorem týdeníku Mladý svět, kde umožnil tehdy již zakázanému spisovateli Milanu Kunderovi pod pseudonymem Emil Werner publikovat seriál astrologických statí. Tím se ocitl v hledáčku StB, byl vyhozen z redakce a další roky byl bez zaměstnání. V letech 1989–1990 byl tajemníkem Sdružení československých spisovatelů. Později působil jako jednatel česko-německo-rakouské Nadace Bernarda Bolzana.
Po odtajnění agentů StB bylo uvedeno, že byl agentem s krycím jménem Brňák. Že je v seznamech StB evidován neoprávněně, potvrdilo soudní jednání v r. 1999, soud posléze nařídil také výmaz z oficiálního registru MV ČR.
Je členem Penklubu a Klubu českých spisovatelů.

## Dílo

### Básnické sbírky
- Ubližování. Praha: Československý spisovatel, 1968
- Vosková krajina. Praha: Československý spisovatel, 1971
- Letorosty lásky. Hradec Králové: Kruh, 1979
- Pád vzhůru. Praha: Supraphon (Lyra Pragensis), 1984
- Neviditelný kalendář. Praha: Československý spisovatel, 1986
- Denní hvězdy, noční ptáci. Praha: Československý spisovatel, 1988
- Tajný výklad snů. Praha: Melantrich, 1990; doslov Petr Bílek
- Půjčené ženy, půjčené sny. München: PmD – Poezie mimo Domov, 1990
- Rez dnů, světlo snů. Praha: BB art, 2001

### Próza

#### Povídkové sbírky
- Holky a hřbitov. Praha: Československý spisovatel, 1970. Praha: Petrklíč: Prago Media, 1994; úvod Milan Kundera
- Požár v krabici na klobouky. Praha: Československý spisovatel, 1975
- Radovánky. Praha: Melantrich, 1978
- Krátká kariéra v babiččině údolí. Hradec Králové: Kruh, 1984
- Výletní parník. Praha: Melantrich, 1986
- Hotel Karneval. Praha: Práce, 1988
- Holky, požár, kariéra. Praha: Československý spisovatel, 1989; vybral, uspořádal a doslov napsal Josef Peterka
- Dívky, které zrazujeme. Žďár nad Sázavou: Impreso Plus, 1993
- Skřítek Kudlička vítěz nad sršni a další podivuhodné příběhy z tajemného světa skřítků. [Praha]: Archa 90, 1993
- Tiché krutosti lásky. Praha: Petrklíč, 2009
- Babička. Praha: Fragment 2011

#### Romány
- Krámek s kráskami. Praha: Československý spisovatel, 1981
- Život střídá smrt. Praha: Československý spisovatel, 1985
- Krámek s kráskami; Život střídá smrt. Praha: Československý spisovatel, 1991; doslov Emil Lukeš
- Ctitelé katastrof a Hitlerova tužka. Praha: Fragment, 2008
- Muž noci. Praha: Akropolis, 2012
- Psychiatr. Praha: Šulc – Švarc, 2014
- Dřevěné ženy. Praha: Šulc – Švarc, 2015
- Na hraně dnů. Praha: Šulc – Švarc, 2022